# NGC 6655
NGC 6655 – prawdopodobnie gwiazda podwójna znajdująca się w gwiazdozbiorze Tarczy. Została zaobserwowana w czerwcu 1855 roku przez Friedricha Winneckego i skatalogowana jako obiekt typu „mgławicowego”.